# Christian Merlin
Christian Merlin est un critique musical et musicologue français né le 2 mars 1964.

## Biographie
Christian Merlin est agrégé d'allemand, docteur en études germaniques, musicologue et maître de conférences à l'université Lille-III. Sa thèse de doctorat portait sur le temps dans la dramaturgie wagnérienne : elle a été soutenue en 1994 sous la direction de Jean-Marie Valentin.
Il s'est forgé une culture musicologique érudite en autodidacte, en fréquentant assidûment les salles de concert et en multipliant les écoutes radiophoniques.
Critique musical au Figaro et à la revue Diapason, il participe aux émissions de France Musique comme La Tribune des critiques de disques et Classic Club. Sur cette même station, il est, depuis la rentrée 2018, le producteur d'une émission hebdomadaire, Au cœur de l'orchestre, qui porte le titre de son livre de 2012 consacré à l'orchestre symphonique et documenté par de longues années de fréquentation des instrumentistes et des chefs.
Il est aussi l'auteur ou le directeur de publications de plusieurs numéros de L'Avant-scène Opéra.
Il anime régulièrement des conférences qui traitent des grands compositeurs de musique classique au théâtre des Mathurins, à Paris.

## Publications
- Le temps dans la dramaturgie wagnérienne : contribution à une étude dramaturgique des opéras de Richard Wagner (thèse), 1994 (SUDOC 011585730).
- Richard Wagner, mode d'emploi, éd. L'Avant-Scène Opéra, mai 2002  (ISBN 2-84385-193-9).
- Richard Strauss, mode d'emploi, éd. L'Avant-Scène Opéra, 191 pages, 2007  (ISBN 978-2-84385-244-2).
- Opéra et mise en scène, (dir.) éd. L'Avant-Scène Opéra, 120 pages, 2007  (ISBN 978-2-84385-245-9).
- Au cœur de l'orchestre, Paris, Fayard, 520 pages, 2012  (ISBN 978-2-21366315-9).
- Les grands chefs d'orchestre du XXe siècle, Paris, Éditions Buchet/Chastel, 424 pages, 2013  (ISBN 978-2-283-02560-4).
- Le Philharmonique de Vienne, Paris, Éditions Buchet/Chastel, 690 pages, 2017  (ISBN 978-2-283-02984-8).
- Pierre Boulez, Paris, Fayard, 2019, 615 p. (ISBN 978-2-213-70492-0, BNF 45804784).